# Holographic Universe
Holographic Universe è il terzo album in studio del gruppo musicale metal svedese Scar Symmetry, pubblicato nel 2008.

## Tracce
1. Morphogenesis – 3:56
2. Timewave Zero – 5:13
3. Quantumleaper – 4:09
4. Artificial Sun Projection – 3:58
5. The Missing Coordinates – 4:37
6. Ghost Prototype I - Measurement of Thought – 4:35
7. Fear Catalyst – 5:03
8. Trapezoid – 4:17
9. Prism and Gate – 3:46
10. Holographic Universe – 9:05
11. The Three-Dimensional Shadow – 3:57
12. Ghost Prototype II - Deus Ex Machina – 6:02

## Formazione
- Jonas Kjellgren – chitarra
- Per Nilsson – chitarra
- Henrik Ohlsson – batteria
- Kenneth Seil – basso
- Christian Älvestam – voce